# Djebel Chélia
Der im Aurès-Gebirge beziehungsweise im Saharaatlas gelegene Djebel Chélia (arabisch جبل شيليا) ist – nach den erloschenen Vulkanbergen im Hoggar-Gebirge im Süden des Landes – mit annähernd 2300 m Höhe der zweit- oder dritthöchste Gebirgsstock Algeriens. Manche Quellen nennen als genauen Wert 2331 m, andere 2328 m.

## Lage
Der Berg liegt ca. 70 km (Fahrtstrecke) südöstlich der Provinzhauptstadt Batna im Nordosten Algeriens. Der Berg und seine Umgebung bilden einen eigenen Nationalpark, den Parc National de Chélia.

## Tourismus
Der Berg kann sommers wie winters bestiegen werden. Im Winter bildet er das Zentrum eines schneesicheren Skigebiets.